# La Mixteca

Bundesstaat Oaxaca – Regionen und Distrikte

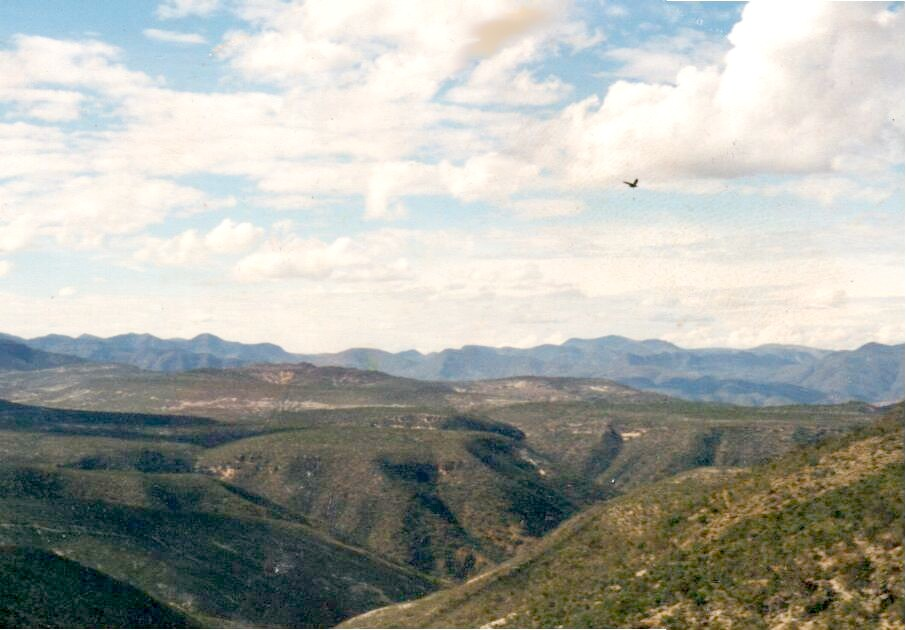
Berglandschaft in der Mixteca Alta

La Mixteca oder auch Sierra La Mixteca ist ein überwiegend von Mixteken bewohntes und eine Fläche von ca. 38.000 km² umfassendes Bergland im Westen des mexikanischen Bundesstaats Oaxaca; darüber hinaus bildet es eine der acht Regionen des Bundesstaats.

## Geographie
Die Sierra La Mixteca ist ein gebietsweise stark zerklüftetes, dünn bewaldetes und in hohem Maße von Bodenerosion betroffenes Bergland nichtvulkanischen Ursprungs in Höhen zwischen 1500 und maximal etwa 3000 m. Trotz der Höhenlage ist das Klima gemäßigt bis warm; Regen (ca. 500–700 mm/Jahr) fällt hauptsächlich in den Sommermonaten. Natürliche Oberflächengewässer (Flüsse und Seen) gibt es nicht und selbst Bäche entstehen nur nach heftigen oder langanhaltenden Regenfällen. Es gibt drei landschaftliche Unterteilungen:
- Mixteca Alta (Hauptort Asunción Nochixtlán)
- Mixteca Baja (Hauptort Huajuapan de León)
- Mixteca de la Costa (Hauptort Putla Villa de Guerrero)

## Bevölkerung und Wirtschaft
In der Mixteca leben ca. 500.000 Menschen; größte Städte der Region sind Huajuapan de León mit ca. 60.000 Einwohnern, Asunción Nochixtlán mit ca. 13.000 Einwohnern und Santiago Juxtlahuaca mit ca. 10.000 Einwohnern; die übrigen Orte haben zumeist zwischen 500 und 2.000 Einwohnern. Während die Infrastruktur in der Mixteca Baja und in der Mixteca de la Costa relativ entwickelt ist, ist diese in der Mixteca Alta noch rückständig. Hier im Hochland werden auf kleinen Parzellen hauptsächlich Mais, Bohnen und Chilis angebaut; Viehzucht (Truthühner und Haushühner) und Jagd (Buntfalke, Chitero, bis in die 1950er Jahre Hauptexportnahrungsmittel der Region vor allem nach Tehuacán und Puebla) sind heute von untergeordneter Bedeutung. Die aus kleinen wildwachsenden Jipijapa-Palmen hergestellten Flechtprodukte der Region (Hüte, Korbwaren etc.) werden in ganz Mexiko verkauft.

## Geschichte
Schriftliche Aufzeichnungen existieren so gut wie nicht. Man nimmt an, dass viele Mixteken bereits im 15. Jahrhundert, also in vorspanischer Zeit, vor den Azteken und deren Verbündeten aus dem nur etwa 1500 m hochgelegenen Tal von Oaxaca in die Bergregionen ausgewichen sind. Nach der Eroberung Tenochtitláns drangen in den 1520er Jahren drangen die spanischen Conquistadoren auch in das Tal von Oaxaca vor; ihnen folgten Mönche des Dominikanerordens und gründeten zahlreiche Missionsstationen.

## Sehenswürdigkeiten

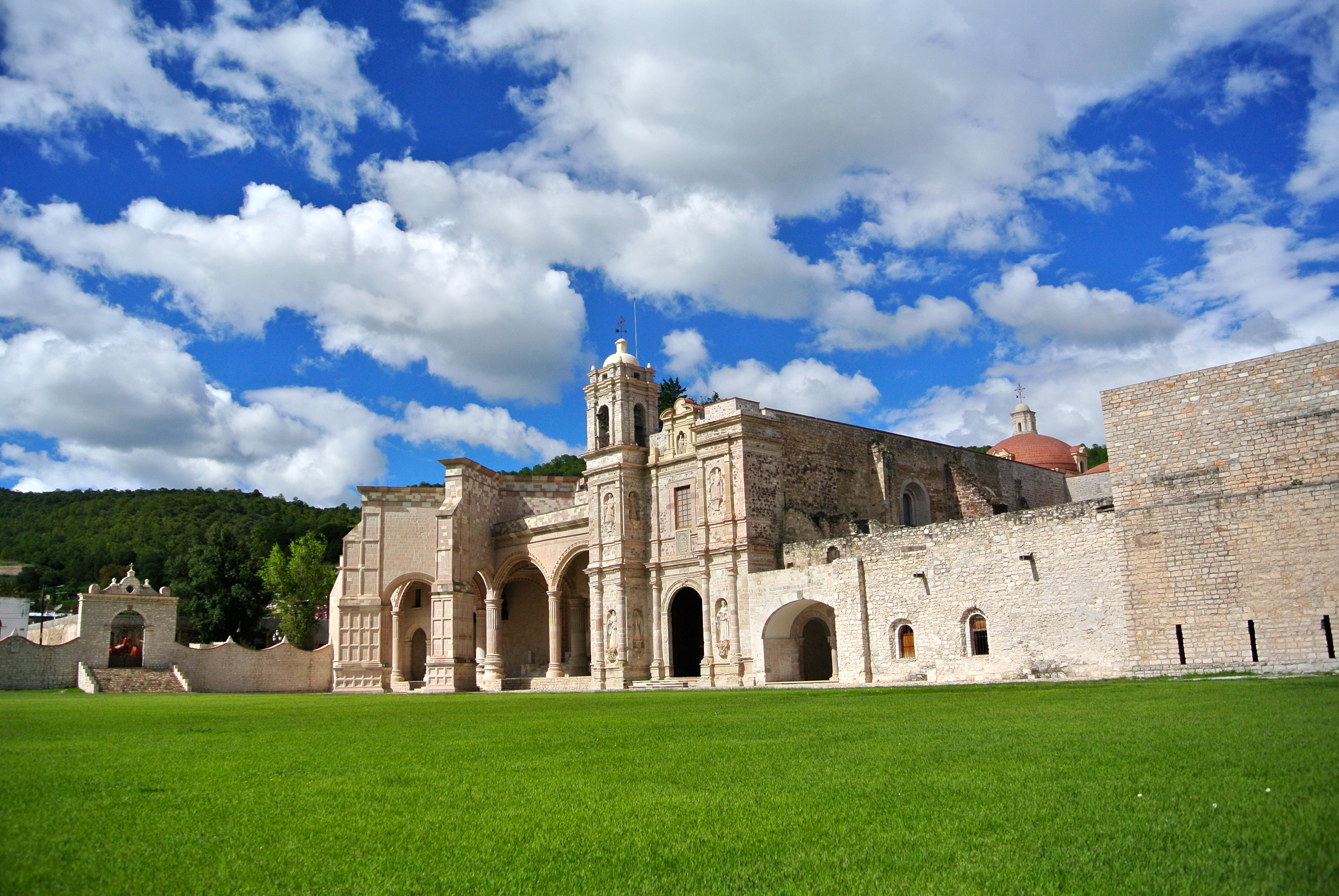
Dominikanerkonvent von San Pedro y San Pablo Teposcolula

- Altindigene Kultstätten aus Stein gibt es in der Mixteca Alta und in der Mixteca de la Costa so gut wie nicht; kleine Kultstätten aus Ästen, Zweigen und Maisstroh etc. mag es gegeben haben, doch sind sie spurlos verschwunden. Wenige hundert Meter nördlich von Huajuapan in der Mixteca Baja ist in den 1960er Jahren auf dem Cerro de las Minas[3] eine Fundstätte entdeckt worden, die nach Meinung der Archäologen von ca. 350 v. Chr. bis etwa 800 n. Chr. besiedelt war. Im Regionalmuseum von Huajuapan werden zahlreiche Fundstücke präsentiert.[4]
- Die Missionen des Dominikanerordens im Tal von Oaxaca gehören zu den großartigsten Bauten ihrer Zeit – nicht nur in Mexiko. In der Mixteca Alta entstanden die Konvente von Santo Domingo Yanhuitlán, San Juan Bautista Coixtlahuaca, San Pedro y San Pablo Teposcolula oder San Juan Teposcolula.

## Kultur
In den Dörfern der Region werden zahlreiche Feste gefeiert, die von Musik und Tänzen begleitet werden. Die mixtekische Sprache – die Menschen nennen sich selbst „Regenmenschen“ (na savi oder na'ivi davi) – wird seit wenigen Jahren durch einen eigenen Radiosender (XETLA) gefördert. In Huajuapan gibt es eine Technische Universität.